# VFTS 102

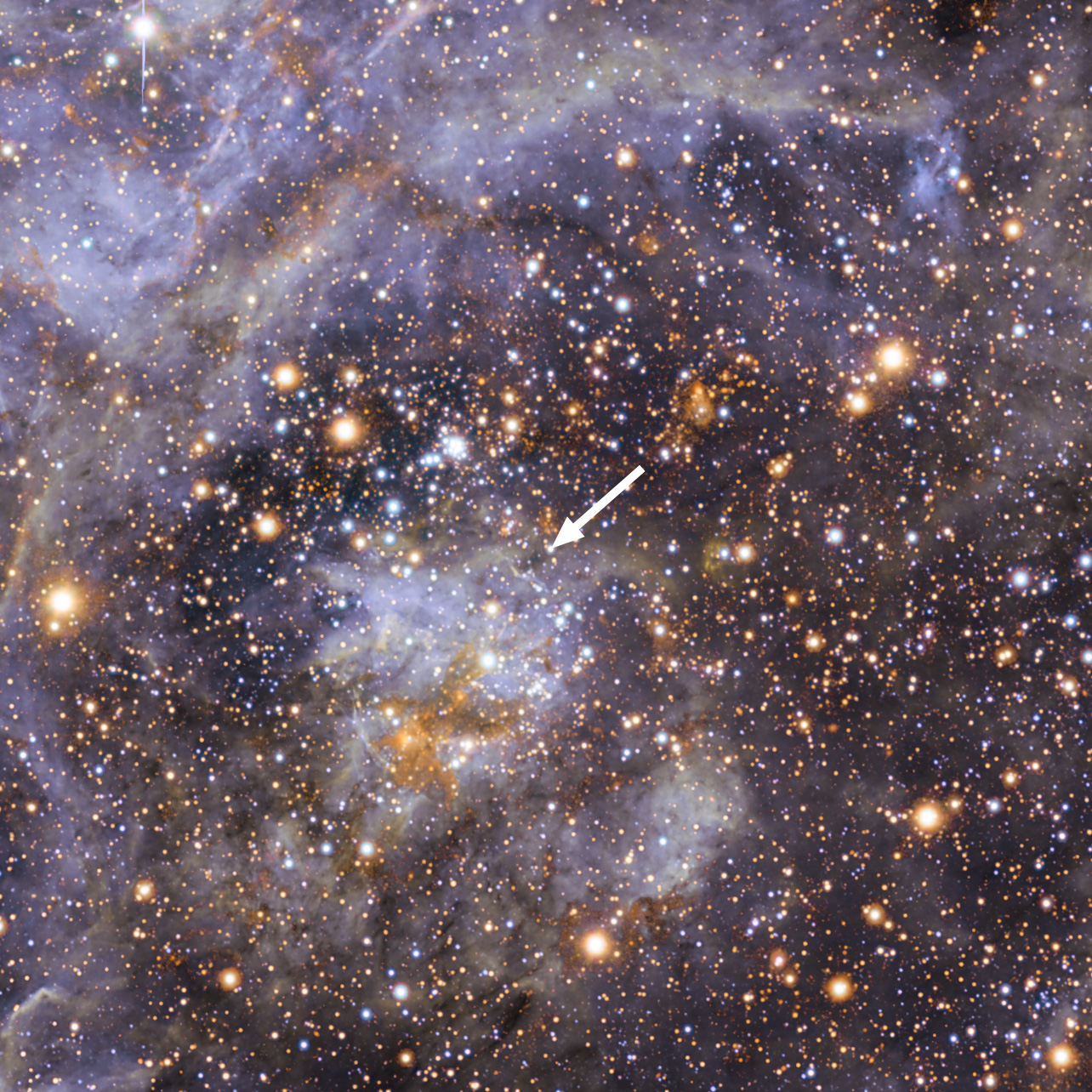
VFTS 102在蜘蛛星雲內位置

VFTS 102是一顆位於大麥哲倫星系內恆星形成區域蜘蛛星雲中的恆星。

## 恆星性質
VFTS 102的特殊之處在於它的投影赤道自轉速度高達約每秒600公里（約每小時200萬公里），使它成為自轉速度最高的大質量恆星。如此高速自轉的離心力使它成為扁橢圓形，造成它的物質可能會在結構較鬆散的赤道散失，並且在周圍形成盤狀結構，而光譜觀測也證實了這一點。它的光譜被分類為Oe，可能就是因為環繞在赤道周圍氣體產生的發射線造成。

## 觀測
該恆星是由位於智利的甚大望遠鏡所進行的VFTS巡天（VLT Flames Tarantula Survey）發現於2011年。計畫團隊的其中一位成員是從義大利移民美國，現任職於聖塔芭芭拉加利福尼亞大學凱維里理論物理研究所的马特奥·坎迪罗（Matteo Cantiello）。2007年他和其他合作者預測了性質相當類似VFTS 102的恆星存在。在理論模型中，如此高速的自轉是因為聯星系統中來自另一顆恆星的物質轉移造成。之後其中一顆恆星被認為發生了超新星爆炸，另一顆自轉被加速的恆星因此被高速拋出，這樣狀況下的恆星被稱為速逃星，而VFTS 102的自行徑向速度高達每秒228公里。VFTS 102的觀測資料非常好地符合理論模型，並且是在超新星遺跡和脈衝星PSR J0537-6910附近發現的高速自轉速逃星。另一個可能狀況則是從星團R136的中心被拋出。

## 外部連結
- ESO Press Release "VLT Finds Fastest Rotating Star"（页面存档备份，存于）
- STScI Press Release （页面存档备份，存于）
- News on "Corriere della Sera" （页面存档备份，存于）
- News on "Il Tirreno" Archive.today的存檔，存档日期2013-01-11
- Press Release at University of California Santa Barbara
- VFTS102 on DailyMail （页面存档备份，存于）